# Revolución de 1830
La Revolución de 1830 fue un proceso revolucionario que comenzó en París, Francia, con la denominada Revolución de Julio o las Tres Gloriosas (Trois Glorieuses) jornadas revolucionarias de París que llevaron al trono a Luis Felipe I de Francia y abrieron el periodo conocido como Monarquía de Julio. Se extendió por buena parte del continente europeo, especialmente en Bélgica, que obtuvo la independencia frente a Países Bajos; Alemania e Italia, donde se identificó con los movimientos de tipo nacionalista unificador; Polonia y el Imperio austríaco, donde se identificó con movimientos de tipo nacionalista disgregador.
Las potencias absolutistas de la Santa Alianza consiguieron reconducir el proceso revolucionario sin caer, hasta la siguiente Revolución de 1848. El Reino Unido no participa en el proceso revolucionario (es una monarquía parlamentaria), aunque paralelamente contempla el surgimiento del movimiento obrero y el movimiento político de reivindicación de la extensión del sufragio denominado cartismo.
Se considera como una de las llamadas Revoluciones burguesas o Revoluciones liberales, de la que supone un ciclo revolucionario, continuación de la Revolución de 1820 (originada en España), y que será a su vez seguida por la citada Revolución de 1848 (también iniciada en Francia).

## Francia
La Revolución de 1830 en Francia, llamada también "Revolución de julio" o "Las tres gloriosas" por haberse desarrollado en 3 días del mes de julio, fue una revuelta de las clases medias y populares contra el rey Carlos X y su gobierno autocrático. Fue reemplazado por Luis Felipe I, de la dinastía Borbón pero de la rama de Orleans. Las monarquías europeas y los círculos legitimistas le dieron el sobrenombre de rey de las barricadas, mientras el pueblo francés le apodó el rey ciudadano, en los inicios de su reinado.
Cuando Carlos X subió al trono el 16 de septiembre de 1824, Francia estaba regida según los principios de la Carta de 1814, firmada por su antecesor, su hermano Luis XVIII. Los gobiernos monárquicos de los dos últimos Borbones se caracterizaron por intentar restablecer una monarquía con tendencias absolutistas y limitar el ya de por sí reducido poder de las cámaras. A partir de 1821, los gobiernos fueron dominados por ministros ultramonárquicos, provocando un descontento creciente tanto entre los monárquicos moderados como entre la burguesía liberal, y un repunte de las posturas republicanas. Por otro lado, las clases populares venían soportando una prolongada crisis económica y las hambrunas aún asolaban el país.
Según avanzaba el reinado de Carlos X, el pueblo veía cada vez más improbable que se aprobaran unas necesarias reformas políticas (como la ampliación del voto censitario en el que solo podían votar las personas con un determinado nivel de ingresos, y que la Paridad en la Cámara Alta dejara de ser hereditaria) y que se garantizaran los derechos civiles (como la libertad de expresión y de prensa, y la supresión de la censura). 
Después de las elecciones a la Cámara Baja de julio de 1830, Carlos X se enfrentaba a una mayoría liberal moderada. Ante este hecho, disolvió la recién elegida Cámara de diputados, y decretó las 4 ordenanzas de julio, esperando así poder reconstituir una mayoría parlamentaria que le fuese más favorable. Las ordenanzas (decretos) suspendían la libertad de prensa, alargaban el cargo de los diputados reduciendo su número y limitaban el derecho de voto.

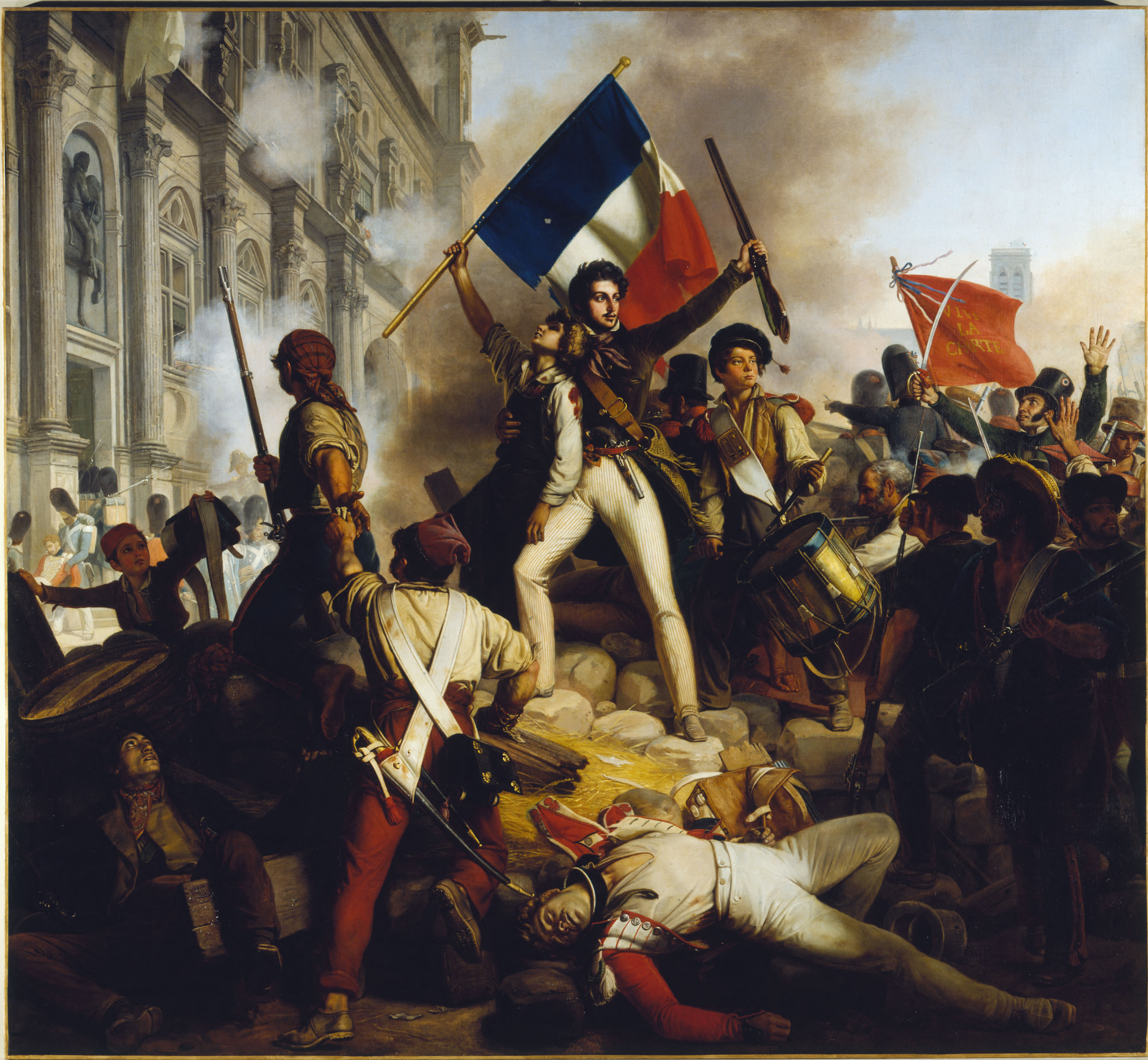
Combate frente al Ayuntamiento de París el 28 de julio de 1830 de Jean Victor Schnetz.

El pueblo de París se echó a las calles, alentado por la prensa. Con el apoyo de la Guardia Nacional, consiguió derrotar al ejército real. Durante estos hechos se produjeron actos de violencia anticlerical.[cita requerida] Los diputados liberales eligieron al nuevo rey, Luis Felipe I de Francia, a propuesta de La Fayette. El rey Carlos X se vio forzado a exiliarse, y Francia se dotó de una Constitución liberal.
La Revolución de 1830 trajo consigo una Constitución que reconocía de nuevo la soberanía nacional. El Rey ya no lo es de Francia por derecho divino, sino de los franceses por voluntad de los mismos. Luis Felipe I de Orleans era el jefe del ejecutivo y compartía la iniciativa legislativa con las Cámaras. La Cámara de los Pares dejó de ser hereditaria y perdió importancia en favor de la Cámara de los diputados.

### Número de víctimas mortales
La Columna de la Bastilla registra 504 muertos, una cifra que el historiador Jean-Claude Caron (1955- ) considera muy subestimada. Precisa que dos tercios de las víctimas se encuentran entre los artesanos y que, en proporción, el precio pagado por los estudiantes fue del mismo orden. El 30 de agosto de 1830, la Cámara votó a favor del pago de indemnizaciones a 3850 heridos, 500 viudas y 500 huérfanos. En 1832, Bernard Sarrans (1796-1874), entonces ayudante de campo de La Fayette, citó la cifra de 6000 víctimas entre los insurgentes, de las cuales entre 1000 y 1200 fueron asesinados, mientras que, según él, las pérdidas de las tropas reales no podían ser determinadas. Según Le Moniteur Universel del 4 de febrero de 1840, se produjeron 163 muertos en las filas del ejército y 504 entre los insurgentes. A raíz de la investigación realizada, Paul Reynaud, por su parte, cita las cifras de 788 muertos entre los alborotadores y 4500 heridos; 163 soldados muertos y 578 heridos, “en total menos de mil muertos, según estadísticas dudosas”.

## Bélgica

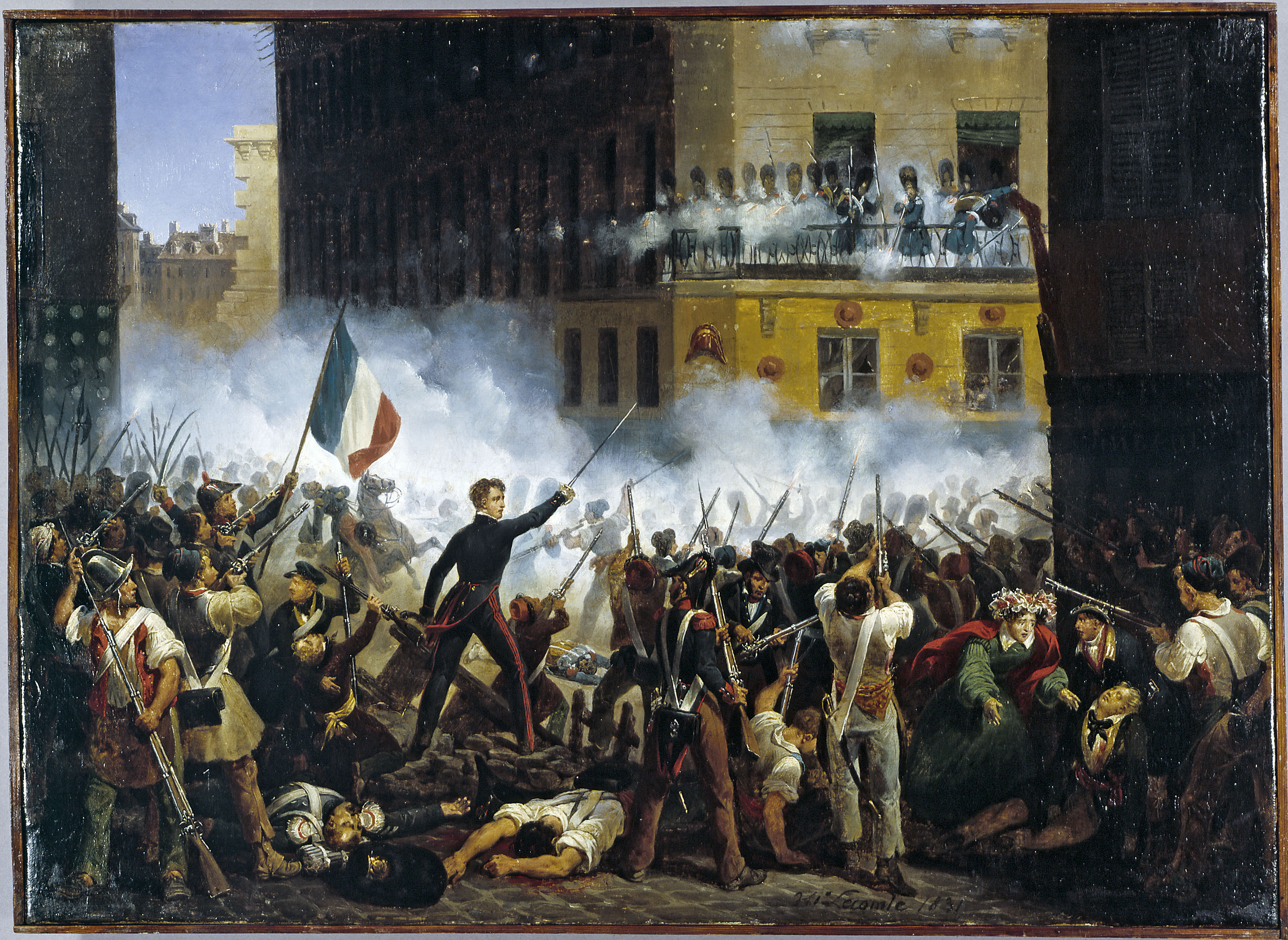
Combate en la calle de Rohan, París, el 29 de julio de 1830. Óleo de Hippolyte Lecomte, 1831.

El Estado amortiguador diseñado en el Congreso de Viena llamado Reino Unido de los Países Bajos aunaba el antiguo Flandes de los Habsburgo, las antiguas Provincias Unidas o Reino de Holanda, el Luxemburgo y otros pequeños territorios, bajo predominio político neerlandés. Ante las diferencias culturales y religiosas y la manifiesta subordinación política y económica, surgió un creciente sentimiento nacionalista entre las élites del antiguo Flandes (católicas y francófonas frente al centro político neerlandés, protestante y de idioma neerlandés), extendido al resto de la población, que fue adquiriendo conciencia de unidad a pesar de sus propias divisiones internas (el sur francófono y el norte flamenco).
En agosto de 1830, estimulados por las jornadas parisinas, se inicia en Bruselas un proceso revolucionario, que no logró ser sofocado por la intervención del ejército (12 de septiembre). El 4 de octubre se declaró la independencia, que recibió el apoyo decisivo del Reino Unido y Prusia en una conferencia internacional convocada al efecto en Londres (20 de diciembre). El nuevo Estado recibió el nombre de Bélgica y adoptó un régimen liberal de monarquía parlamentaria, poniendo en el trono a un príncipe alemán muy vinculado a la casa real inglesa, el rey Leopoldo I de Bélgica.

## Polonia

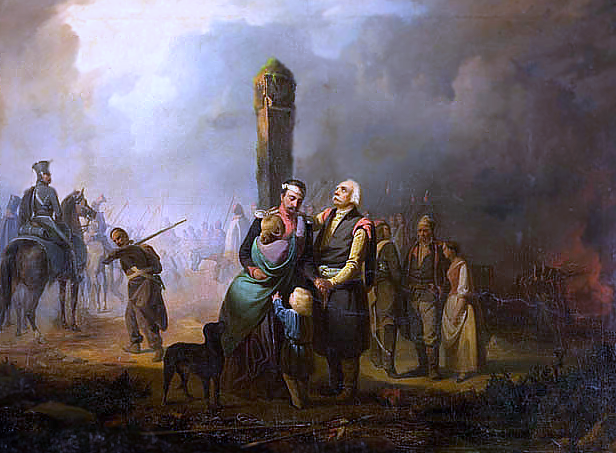
Los revolucionarios polacos, derrotados, cruzan la frontera prusiana en 1831. Óleo de Franciszek Faliński, 1840.

En Polonia hubo un alzamiento de carácter liberal y nacionalista en noviembre de 1830 (la revolución de los cadetes), que fue duramente reprimido por el Imperio ruso.
Los polacos contaban con simpatías entre los pueblos francés e inglés, pero al no contar con el apoyo de sus gobiernos, no recibieron ayuda militar.

## Italia

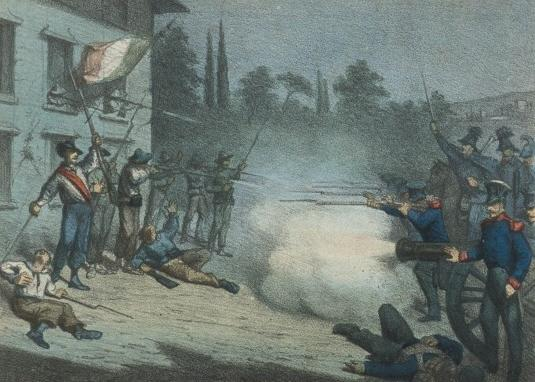
Asalto a la casa de Ciro Menotti, líder de la sublevación de Mantua del 3 de febrero de 1831. Litografía anónima, 1887.

En Italia, espacio políticamente dividido en numerosos Estados, grupos revolucionarios suscitaron con ayuda francesa el estallido de revueltas de carácter liberal y nacionalista en Módena, Parma y los Estados Pontificios, que fueron sofocadas por Metternich.

## Alemania

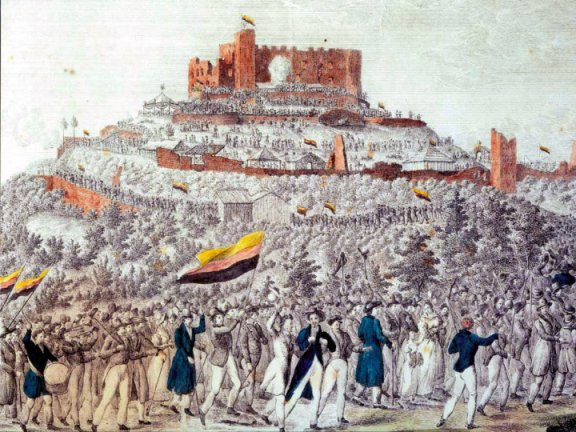
El festival de Hambach, en una ilustración de 1832.

En el dividido espacio político del antiguo Sacro imperio Romano, que estaba experimentando cambios económicos que exigían la conformación de un mercado unificado de dimensiones nacionales (Zollverein), se produjeron levantamientos, organizados por jóvenes estudiantes, que no consiguieron ir más allá de actos reivindicativos y propagandísticos, al ser duramente reprimidos por las potencias de la zona: el reino de Prusia y el Imperio austríaco. 
En mayo de 1832 se celebró el Festival de Hambach, un acontecimiento cultural en el castillo de Hambach (Palatinado) que se convirtió en un acto de reivindicación política de libertad y unificación nacional alemana, como ya lo había sido el Festival de Wartburg de 1817. En las manifestaciones que tuvieron lugar en Hambach participaron entre 20 000 y 30 000 personas, entre las que había una destacada presencia de franceses y de exiliados polacos (que habían escapado de la represión rusa de su propia revolución). A imitación de las banderas tricolores francesa e italiana, se diseñó para esta ocasión la bandera tricolor alemana (negra, roja y amarilla). Se produjeron algunos disturbios y algunas detenciones. Tres de los organizadores escaparon, y uno que decidió permanecer en el país fue condenado a dos años de cárcel. El poeta Heinrich Heine calificó estos hechos como una oportunidad perdida. Al año siguiente, el ejército bávaro ocupó el lugar para evitar la conmemoración que estaba previsto celebrar.

## Reino Unido

Altercados cartistas en Inglaterra. Ilustración de 1886.

El Reino Unido, en plena Revolución Industrial, no desarrolló una revolución política, sino un movimiento social con fuerte presencia del naciente movimiento obrero: el tradeunionismo, expresado políticamente a partir de 1838 en el cartismo; respondido desde las instituciones con sucesivas reformas parlamentarias, a partir de la Reform Act de 1832, por la que se dobló el número de ciudadanos con derecho al voto y a la representación política.

## España
Es conocido el fallido Pronunciamiento de Torrijos en España, el periodo final del reinado de Fernando VII estuvo protagonizado por el alineamiento de las fuerzas políticas y sociales en dos bandos identificados con el absolutismo y el liberalismo. En 1831 se frustró el pronunciamiento de Torrijos a lo que le seguiría el fusilamiento de José María Torrijos y sus 48 compañeros sin juicio previo en dos grupos en la playa de San Andrés de Málaga.
A la muerte del rey (1833) se abrió un periodo de transformaciones liberales y de guerra civil entre carlistas (partidarios de Carlos V, el hermano de Fernando VII) e isabelinos (que apoyaban a la hija de Fernando VII, Isabel II, que era aún una niña).

## Independencias hispanoamericanas
Al otro lado del océano, ya se había completado el ciclo principal de la independencia hispanoamericana (batalla de Ayacucho, 1824), así como la independencia de Brasil, en procesos que se habían iniciado anteriormente; y para 1830 las nuevas repúblicas están comenzando su historia independiente en medio de serios conflictos internos.

### Contemporánea
- Étienne Cabet, Revolución de 1830, y situación presente de la Francia, 1833
- Louis Blanc, Historia de diez años, ó sea de la Revolución de 1830 y de sus consecuencias en Francia y fuera de ella hasta fines de 1840, 1840 (edición española de 1846, traducida y ampliada por D. A. de Burgos).
- Julia A. Schmidt-Funke, "Die 1830er Revolution als europäisches Medienereignis",  European History Online,  Institute of European History, Maguncia 2011, constultado el 21 de febrero de 2013.

#### Ficción
- Victor Hugo, Los miserables, 1863

### Posterior
- Louis Bergeron, François Furet y Reinhart Koselleck, La Época de las revoluciones europeas: 1780-1848, 1989
- Eric Hobsbawm, La era de la revolución, 1789-1848, 1962 (edición española de 1997)